# Бутурлин, Андрей Никитич
Андре́й Ники́тич Бутурли́н (умер 1536) — окольничий и воевода на службе у московских князей Василия III и Ивана Грозного. Отдаленный потомок Радши. Сын Никиты Ивановича Бутурлина, брат бояр Фёдора, Ивана и воеводы Семёна, также состоявших на службе у московских князей.

## Служба уВасилия III Ивановича
Впервые упоминается 1509 году, когда он был одним из воевод большого полка в Одоеве.
В 1512 году участвовал в отражении крымских татар от реки Осетр под командованием князя Александра Ростовского.
В 1513 году во время войны с Литвой ходил под Бреславль, в этом же году получил чин окольничего.
В 1514 году воевода в Туле, оттуда отправлен к Смоленску, участвовал в осаде и взятии города. В 1515 году стоял на берегу Оки для отражения крымских татар, затем был воеводой в Вязьме.
В 1519 году под командованием князя Семёна Фёдоровича Курбского участвовал в походе из Стародуба на Литву, в том же году стал воеводой в Волоколамске. Здесь у него возник местнический спор с Андреем Микулиным, сыном Ярова. В 1521 году был воеводой сначала в Серпухове, а потом в Рязани.
В 1522 году ходил под Коломну для отражения ожидаемого вторжения крымских татар, потом был воеводой в Брянске, 30 ноября вместе с окольничим Василием Григорьевичем Морозовым отправлен послом в Литву для участия в присяге короля на перемирных грамотах, возвратился в Москву 2 мая 1523 года.
В 1525 году участвовал в Казанском походе. В 1527 году под командованием князя Одоевского отражал набег крымских татар на реке Оке.
В 1530 году участвовал в походе судовой рати на Казань под командованием князя Михаила Львовича Глинского. В 1533 году упоминается в связи со свадьбой удельного князя Андрея Старицкого.

## Служба у Ивана Грозного
В 1536 в списке бояр московских, как воевода в Великих Луках.

## Дети
Воевода Андрей Никитич Бутурлин оставил после себя шестерых сыновей:
- Окольничий Афанасий Бутурлин (? — 1571)
- Михаил Бутурлин
- Окольничий Дмитрий Бутурлин (? — 1575)
- Семён Бутурлин
- Боярин Иван Бутурлин (ум. 1577)
- Воевода Василий Бутурлин (ум. 1569)